# Combinado nórdico nos Jogos Olímpicos de Inverno de 1924
O combinado nórdico nos Jogos Olímpicos de Inverno de 1924 foi disputado apenas por homens. Consistiu de uma corrida cross-country de 18 km e uma competição de saltos de esqui. Ao contrário do que acontece nos dias atuais, a prova distribuiu medalhas individualmente.

## Medalhistas
| Ouro   | NOR Thorleif Haug        |
| Prata  | NOR Thoralf Strømstad    |
| Bronze | NOR Johan Grøttumsbråten |

## Resultados
| Pos. | Atleta                     | Pontos |
| ---- | -------------------------- | ------ |
|      | NOR Thorleif Haug          | 18,906 |
|      | NOR Thorlaf Strømstad      | 18,219 |
|      | NOR Johan Grøttumsbråten   | 17,854 |
| 4    | NOR Harald Økern           | 17,260 |
| 5    | SWE Axel-Herman Nilsson    | 14,063 |
| 6    | TCH Josef Adolf            | 13,720 |
| 7    | TCH Walter Buchberger      | 13,625 |
| 8    | SWE Menotti Jakobsson      | 12,823 |
| 9    | FIN Verner Eklöf           | 12,583 |
| 10   | FRA Klébert Balmat         | 12,333 |
| 11   | USA Sigurd Overby          | 12,219 |
| 11   | SUI Peter Schmid           | 12,219 |
| 13   | TCH Josef Bím              | 12,083 |
| 14   | SUI Alexandre Girard-Bille | 11,604 |
| 15   | SUI Hans Eidenbenz         | 11,438 |
| 16   | FIN Sulo Jääskeläinen      | 11,365 |
| 17   | SUI Xaver Affentranger     | 11,188 |
| 18   | FRA Gilbert Ravanel        | 11,063 |
| 19   | POL Andrzej Krzeptowski    | 9,531  |
| 20   | FRA André Vandelle         | 8,167  |
| 21   | USA Anders Haugen          | 5,750  |
| 22   | USA John Carleton          | 5,104  |
| —    | USA Ragnar Omtvedt         | DNF    |
| —    | POL Franciszek Bujak       | DNF    |
| —    | SWE Nils Lindh             | DNF    |
| —    | HUN István Déván           | DNF    |
| —    | HUN Aladár Háberl          | DNF    |
| —    | HUN Béla Szepes            | DNF    |
| —    | TCH Otakar Německý         | DNF    |
| —    | FRA Martial Payot          | DNF    |

- Legenda: DNF - não competou a prova (did not finish)